# Base aérea de Archerfield

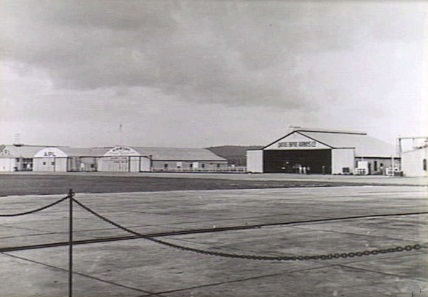
Uma imagem monocromática da base aérea de Archerfield tirada em 18/02/1940

A Base aérea de Archerfield foi uma base aérea da Real Força Aérea Australiana entre 1939 e 1956. Foi usado durante a Segunda Guerra Mundial como base de treino, tendo também sido usada pela Força Aérea dos Estados Unidos como base de reparação de aeronaves como o B-17 Flying Fortresses, B-24 Liberators, P-40 Kittyhawks, DC-3 Dakotas e B-26 Marauders. Antes do final da guerra os norte-americanos abandonaram o local, que também foi usado pelos britânicos e pelos holandeses, e a RAAF permaneceu no local até 1956.
Actualmente no local opera o Aeroporto de Archerfield.